# 赤いマフラー/お元気で!
「赤いマフラー／お元気で!」（あかいマフラー／おげんきで）は、2007年12月12日にJ-moreから発売された槇原敬之37枚目のシングル。

## 解説
アルバム『悲しみなんて何の役にも立たないと思っていた。』からのシングルカット曲「赤いマフラー」、本作で初収録となる「お元気で!」の両A面で、槇原3枚目の両A面シングル。

## タイアップ
- 赤いマフラー：テレビ東京系『お茶の間の真実・もしかして私だけ!?』エンディングテーマ。
- お元気で!：日本テレビ系『スポーツうるぐす』テーマソング。

## 収録曲
作詞・作曲・編曲：槇原敬之
1. 赤いマフラー
2. お元気で!
3. 赤いマフラー（Backing Track）
4. お元気で!（Backing Track）